# Rosca (aliment)
 (signalé en mai 2025).
Si vous disposez d'ouvrages ou d'articles de référence ou si vous connaissez des sites web de qualité traitant du thème abordé ici, merci de compléter l'article en donnant les références utiles à sa vérifiabilité et en les liant à la section « Notes et références ».
- Archive Wikiwix
- Bing
- Cairn
- DuckDuckGo
- E. Universalis
- Gallica
- Google
- G. Books
- G. News
- G. Scholar
- Persée
- Qwant
- (zh) Baidu
- (ru) Yandex
- (wd) trouver des œuvres sur Wikidata

La rosca est un gâteau ou pain d'origine espagnole ou portugaise en forme d'anneau, consommée à travers plusieurs parties du monde. 
Elle peut être fabriquée industriellement ou de manière artisanale, salée ou sucrée, selon diverses recettes.